# 斯普里蒙
斯普里蒙（法語：Sprimont，法語發音：[spʁimɔ̃]）是比利时瓦隆大区列日省列日區的市镇，通行法语，是比利时法语社群的一部分，人口14,645人（2018年）。